# Kabinett Rumor III
Das italienische Kabinett Rumor III wurde am 27. März 1970 durch Ministerpräsident Mariano Rumor gebildet und befand sich bis zum 5. August 1970 im Amt. Es löste das zweite Kabinett Rumor ab und wurde durch das Kabinett Colombo abgelöst.

## Kabinett

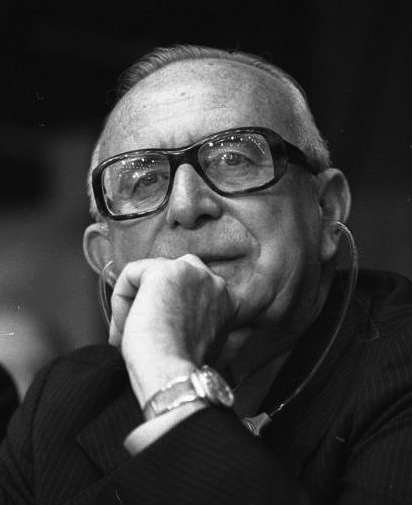
Mariano Rumor als Gast auf dem CDU-Bundesparteitag 1978

Dem Kabinett gehörten folgende Minister an:
| Amt | Name                           | Parlamentsmandat                            | Anmerkungen |
| --- | ------------------------------ | ------------------------------------------- | --- |
| Ministerpräsident | Mariano Rumor                  | Camera dei deputati                         | |
| Vize-Ministerpräsident                                                                                               | Francesco De Martino           | Camera dei deputati                         | |
| Minister ohne Geschäftsbereich für die Reform der öffentlichen Verwaltung                                            | Remo Gaspari                   | Camera dei deputati                         | |
| Minister ohne Geschäftsbereich für die Beziehungen zum Parlament                                                     | Mario Ferrari Aggradi          | Camera dei deputati                         | |
| Minister ohne Geschäftsbereich für politische Sonderaufgaben und Koordination                                        | Giacinto Bosco Carlo Russo     | Senato della Repubblica Camera dei deputati | Bosco: Amtszeit 27. März bis 3. Juni 1970 besondere Verantwortung für die Präsidentschaft der UN-Delegation danach Minister für Post und Telekommunikation Russo: Amtszeit 3. Juni bis 5. August 1970 besondere Verantwortung für die Präsidentschaft der UN-Delegation |
| Minister ohne Geschäftsbereich für Probleme bei der Umsetzung der Regionalisierung                                   | Eugenio Gatto                  | Senato della Repubblica                     | |
| Minister ohne Geschäftsbereich für Sondermaßnahmen in Süditalien und strukturschwachen Gebieten                      | Emilio Paolo Taviani           | Camera dei deputati                         | |
| Minister ohne Geschäftsbereich für die Koordinierung der Initiativen für wissenschaftliche Forschung und Technologie | Camillo Ripamonti              | Senato della Repubblica                     | |
| Außenminister | Aldo Moro                      | Camera dei deputati                         | |
| Innenminister | Franco Restivo                 | Camera dei deputati                         | |
| Justizminister | Oronzo Reale                   | Camera dei deputati                         | |
| Minister für den Haushalt und Wirtschaftsplanung                                                                     | Antonio Giolitti               | Camera dei deputati                         | |
| Finanzminister | Luigi Preti                    | Camera dei deputati                         | |
| Schatzminister | Emilio Colombo                 | Camera dei deputati                         | |
| Verteidigungsminister                                                                                                | Mario Tanassi                  | Camera dei deputati                         | |
| Minister für öffentlichen Unterricht                                                                                 | Riccardo Misasi                | Camera dei deputati                         | |
| Minister für öffentliche Arbeiten                                                                                    | Salvatore Lauricella           | Camera dei deputati                         | |
| Minister für Landwirtschaft und Forsten                                                                              | Lorenzo Natali                 | Camera dei deputati                         | |
| Minister für Verkehr und Zivilluftfahrt                                                                              | Italo Viglianesi               | Senato della Repubblica                     | |
| Minister für Post und Telekommunikation                                                                              | Franco Malfatti Giacinto Bosco | Camera dei deputati Senato della Repubblica | Malfatti: Amtszeit 27. März bis 8. Juni 1970 Bosco: Amtszeit 9. Juni bis 5. August 1970 davor Minister ohne Geschäftsbereich für politische Sonderaufgaben und Koordination                                                                                             |
| Minister für Industrie, Handel und Handwerk                                                                          | Silvio Gava                    | Senato della Repubblica                     | |
| Minister für Arbeit und Sozialversicherung                                                                           | Carlo Donat-Cattin             | Camera dei deputati                         | |
| Außenhandelsminister                                                                                                 | Mario Zagari                   | Camera dei deputati                         | |
| Minister für die Handelsmarine                                                                                       | Salvatore Mannironi            | Senato della Repubblica                     | |
| Minister für staatliche Beteiligungen                                                                                | Flaminio Piccoli               | Camera dei deputati                         | |
| Gesundheitsminister                                                                                                  | Luigi Mariotti                 | Camera dei deputati                         | |
| Minister für Tourismus und Veranstaltungen                                                                           | Giuseppe Lupis                 | Camera dei deputati                         | |